# Џером Ајзак Фридман
Џером Ајзак Фридман (енгл. Jerome Isaac Friedman; Чикаго, 28. март 1930) је амерички физичар, који је 1990. године, заједно са Хенријем Кендалом и Ричардом Тејлором, добио Нобелову награду за физику „за пионирска истраживања дубоког нееластичног расејања електрона на протонима и везаним неутронима, што је било од суштинског значаја за развој модела кварка у физици честица”.